# Leverenmolen
De Leverenmolen (op de topografische kaart foutief als Zeverenmolen aangeduid) is een watermolen op de Bosbeek, gelegen aan Ketelstraat 62, in het tot Neeroeteren behorende gehucht Berg.
De molen werd in elk geval vóór 1709 opgericht, en wel als oliemolen. In 1907 werd ze tot korenmolen omgebouwd.
De molen werd in 1993 beschermd als monument, en gerestaureerd, zodat ze weer draaivaardig is. Het metalen rad en het binnenwerk zijn nog aanwezig.
Het molengebouw is in baksteen opgetrokken en dateert uit de 2e helft van de 19e eeuw, maar sommige geveldelen, opgetrokken in Maaskeien, getuigen van een ouder bouwsel.
- Inventaris van het Bouwkundig Erfgoed (Vlaanderen): 72308